# Dentatisyllis junoyi
Dentatisyllis junoyi är en ringmaskart som beskrevs av Lopez-Garcia och San Martin 1992. Dentatisyllis junoyi ingår i släktet Dentatisyllis och familjen Syllidae. Inga underarter finns listade i Catalogue of Life.